# Kane Brown (альбом)
Kane Brown — дебютный студийный альбом американского кантри-певца и автора-исполнителя Кейна Брауна, изданный 2 декабря 2016 года на студии RCA Nashville. Альбом получил в США золотой сертификат RIAA.
С альбома вышли синглы «Ain’t No Stopping Us Now», «Thunder in the Rain» и «What Ifs». расширенное делюксовое издание альбома вышло 6 декабря 2017 и включило 4 новых трека. «Heaven» стала первым синглом после ре-релиза и четвёртым в целом.. Альбом и песня «Heaven» достигли позиций № 1 одновременно в 5 разных кантри-чартах, что стало первым подобных рекордным случаем в истории Billboard для любого исполнителя.

## История
Альбом вышел 2 декабря 2016 года на студии RCA Nashville. Совместно с певицей Лорен Элейна был записан трек «What Ifs».
Продюсером альбома выступил Dann Huff. Первоначально Huff планировал продюсировать только два трека, но в итоге работал над всем альбомом.
Альбом получил положительные и умеренные отзывы музыкальных критиков и интернет-изданий: Roughstock, Sounds Like Nashville, Taste of Country, AllMusic.

## Коммерческий успех
Альбом дебютировал на позиции № 10 американского хит-парад Billboard 200 с тиражом 51,000 единиц, включая 45,000 истинных альбомных продаж. Он также дебютировал на первом месте в кантри-чарте Top Country Albums. Позднее (в октябре 2017 года) альбом поднялся до № 5 в Billboard 200, вслед за релизом делюксового издания с тиражом 26,000 копий (43,000 единиц). Он также вернулся на первое место в Top Country Albums, а трек «Heaven» из делюксового переиздания (вместе с видеорелизом) стал бестселлером в цифровом формате. Одновременно в ту же неделю, другой сингл «What Ifs» также достиг позиции № 1 в нескольких чартах, сделав Брауна первым в истории исполнителем, имеющих первые места в разных кантри-чартах: сразу в пяти (Top Country Albums, Hot Country Songs, Country Airplay, Country Digital Song Sales и Country Streaming Songs).
Альбом был сертифицирован в золотом статусе RIAA 8 ноября 2017 года. Он стал пятым кантри-бестселлером 2017 года с тиражом 297,800 копий (503,000 альбомных эквивалентных единиц). К февралю 2018 года тираж достиг 326,100 копий в США.

## Список композиций
| №                   | Название                              | Автор(ы)                                                   | Продюсер            | Длительность |
| ------------------- | ------------------------------------- | ---------------------------------------------------------- | ------------------- | ------------ |
| 1.                  | «Hometown»                            | Tyler Hubbard Brian Kelley James McNair Cameron Montgomery | Dann Huff           | 3:23         |
| 2.                  | «What Ifs» (при участии Лорен Элейна) | Kane Brown Matthew McGinn Jordan Schmidt                   | Huff                | 3:08         |
| 3.                  | «Learning»                            | Brown Sam Ellis Blake Anthony Carter                       | Huff                | 3:22         |
| 4.                  | «Thunder in the Rain»                 | Brown Josh Hoge Matthew McVaney                            | McVaney             | 2:46         |
| 5.                  | «Pull It Off»                         | Adam Doleac Taylor Phillips Matt Roy                       | Huff                | 3:00         |
| 6.                  | «Cold Spot»                           | Brown Tom Douglas Allen Shamblin                           | Huff                | 3:38         |
| 7.                  | «Ain't No Stopping Us Now»            | Brown Jamie Paulin Jordan Schmidt                          | McVaney             | 3:03         |
| 8.                  | «Comeback»                            | Mark Fuhrer Josh Hoge McVaney Chris Young                  | McVaney             | 2:46         |
| 9.                  | «Rockstars»                           | Brock Berryhill Tommy Cecil Morgan Wallen                  | Huff                | 3:20         |
| 10.                 | «Better Place»                        | Brown Chase McGill Will Weatherly                          | Huff                | 3:44         |
| 11.                 | «Granddaddy's Chair»                  | Brown Blair Daly Josh Johnson Troy Verges                  | Huff                | 3:45         |
| Общая длительность: | Общая длительность:                   | Общая длительность:                                        | Общая длительность: | 35:55        |

| №   | Название                                       | Автор(ы)                               | Продюсер | Длительность |
| --- | ---------------------------------------------- | -------------------------------------- | -------- | ------------ |
| 12. | «Setting the Night on Fire» (with Chris Young) | Brown Corey Crowder Hoge Young         | Huff     | 3:21         |
| 13. | «What's Mine is Yours»                         | Brown Sam Ellis Hoge                   | Huff     | 3:36         |
| 14. | «Found You»                                    | Brown Berryhill Jared Mullins Phillips | Huff     | 3:11         |
| 15. | «Heaven»                                       | Carter McGinn Lindsay Rimes            | Huff     | 2:57         |

## Чарты
| Чарт (2016-18)                     | Высшая позиция |
| ---------------------------------- | -------------- |
| Австралия (ARIA)                   | 60             |
| Канада (Canadian Albums Chart)     | 25             |
| США (Billboard 200)                | 5              |
| США (Billboard Top Country Albums) | 1              |

| Чарт (2017)       | Позиция |
| ----------------- | ------- |
| США Billboard 200 | 51      |

## Сертификации
| Регион                                                                      | Сертификация | Продажи |
| --------------------------------------------------------------------------- | ------------ | ------- |
| США (RIAA)                                                                  | Платиновый   | 384,500 |
| Данные о продажах + прослушиваниях приведены только на основе сертификации. |              |         |